# パーミッシブ・ライセンス
| Public Domain           | Non-Protective FOSS license | Protective FOSS License | Protective FOSS License | Proprietary License    | Trade Secret        |
| All rights relinquished | ← more rights granted       | ← more rights granted   | more rights retained →  | more rights retained → | All rights retained |

パーミッシブ・ライセンス（英語: permissive license、寛容なライセンス）は、どのような制約の下にソフトウェアを再配布できるかという要件が最小限のソフトウェアライセンスである。BSDスタイルライセンスとも呼ばれる。
パーミッシブ・ライセンスの例としてはMIT License・BSD License・Apache License・Apple Public Source Licenseなどのオープンソースライセンスがある。2016年現在、最も一般的なパーミッシブ・ソフトウェアライセンスはMIT Licenseである。

## 定義
オープンソース・イニシアティブは、パーミッシブ・ライセンスを「コピーレフトではないオープンソースライセンス」と定義している。GitHubのウェブサイトchooselicenseは、MITライセンスを「コピーライトとライセンスの標記を残すことだけを条件とする単純で緩やかなライセンス」と説明している。カリフォルニア・ウェスタン・スクール・オブ・ローのウェブサイトnewmediarights.com は「BSD・MIT・ApacheライセンスなどのBSD風ライセンスは非常に緩やかで、あなたのソースコードやドキュメントにオリジナルのライセンスされたソースコードの原作者の帰属情報の表示を求める」と説明している。

## コピーセンター
コピーセンターは、パーミッシブ・ライセンスを表した、コピーライトとコピーレフトの間に置く言葉遊びである。
コピーセンターは、コピーレフトともコピーライトとも異なり、複製物や成果物をプロプライエタリ（コピーライト）にも自由（コピーレフト）にも従わせることを求めない。BSDを開発していたマーシャル・カーク・マキュージックは1999年のBSDConで、パーミッシブ・ライセンスである修正BSDライセンスを説明するためにコピーセンターを用いて以下のように説明した。
The way it was characterized politically, you had copyright, which is what the big companies use to lock everything up; you had copyleft, which is free software's way of making sure they can't lock it up; and then Berkeley had what we called ‘copycenter’, which is ‘take it down to the copy center and make as many copies as you want.’—Kirk McKusick、BSDCon 1999

## 他のライセンスとの比較

### パブリックドメイン
コンピュータ・アソシエイツ対アルタイ訴訟でパブリックドメインという用語は、意図的にパブリックドメインに置いた作品ではなく、広く共有され、許可を得て配布された作品を指していると述べている。しかし、パーミッシブ・ライセンスは実際にパブリックドメインに作品を置くことと同一ではない。パーミッシブ・ライセンスは多くのケースで原作者の著作権表示をライセンス誓約に規程している。パブリックドメインと本当に同様であれば通常法的には不要なものであるが、米国の著作権登録では過去に公表された資料の開示が必要であり、著作権表示は学問分野における倫理的な要件と考えられる。

### コピーレフト・ ライセンス
パーミッシブ・ライセンスとコピーレフト・ライセンスの主な違いは、ソースコードの修正の有無に関わらずソフトウェアを再頒布する際に、パーミッシブ・ライセンスがソースコードの公開を強制せず、コピーレフト・ライセンスがソースコードの公開を強制する点である。
パーミッシブ・ライセンスはライセンスの互換性において、必ずしも併用や複合が出来ないコピーレフト・ライセンスに比べ、より柔軟な互換性を持っている。ただし、いくつかのGPLv2でライセンスされたソフトウェアはソフトウェア開発者にGPLの新しいバージョン（例えばGPLv3）への移行要件を認めており（"any later version"表明）、GPL同士での互換性をある程度向上している。また、いくつかのコピーレフト・ライセンスは他ライセンスや新しいバージョンのライセンスとの併用を認めている。
FreeBSDプロジェクトは企業や商用に利用するパーミッシブ・ライセンスのメリットについて、パーミッシブ・ライセンスは「将来的な機能において最小限の制限」であり、コピーレフト・ライセンスは「法的な時限爆弾」であると主張している。

## ライセンスの互換性

オープンソースライセンスのライセンスの互換性、矢印が一方的な互換性を表し、制限は左側ほど緩やかなパーミッシブ・ライセンスで右側ほど厳しいコピーレフト・ライセンスである

一般的なパーミッシブ・ライセンスは多くの他のソフトウェアライセンスとライセンスの互換性を持っている。
パーミッシブ・ライセンスはその非制限性のため、他の多くのライセンスと互換性のないコピーレフト・ライセンスとですらライセンスの互換性がある。コピーレフト・ライセンスは、コピーレフト・ライセンスのソースコードと他ライセンスのソースコードから結合して作成されたソフトウェアでしばしば必要となる追加の制限条項を補足することを認めていない。
古いパーミッシブ・ライセンスの中には、4条項BSDライセンス・PHP License・OpenSSL Licenseなど、著作者の広告表示を要求する条項がありコピーレフト・ライセンスと互換性のないものが存在する。新しく一般的なパーミッシブ・ライセンスは、MIT License・3条項BSDライセンス・zlib Licenseなど、広告表示を要求する条項はなくコピーレフト・ライセンスと互換性がある。一部のパーミッシブ・ライセンスは、Common Development and Distribution License・Microsoft Public Licenseなど、再頒布に新たな制限を加えることを認めていないものがある。ただし、そのような制限により他のソフトウェアライセンスとの互換性を失っている場合がある。一部のパーミッシブ・ライセンスは、緩やかではあるが、フリーソフトウェア財団の承認する自由ソフトウェアライセンスとは認められていない。

## 採用実績
オープンソースソフトウェアのライセンス（オープンソースライセンス）において特に重要なコンポーネントであり、2010年前後には、いくつかの著者がコピーレフト・ライセンスとは対照的に、パーミッシブ・ライセンスの人気が高まっていることを言及している。
2015年以降、パーミッシブ・ライセンスであるMIT Licenseはオープンソースソフトウェア分野で最も採用されているライセンスとなった。この時、コピーレフト・ライセンスであるGPLv2は二位につけた。